# ASL Airlines France
Pour les articles homonymes, voir ASL.
ASL Airlines France, anciennement Europe Airpost (IATA : 5O • OACI : FPO • indicatif radio : FRENCH POST), est une compagnie aérienne française basée à l'aéroport de Paris-Charles-de-Gaulle, commune de Tremblay-en-France. Elle est la filiale du groupe irlandais ASL Airlines.
ASL est la contraction de Aircraft, Support & Leasing.

## Histoire de la compagnie

### Origines

Logo de la compagnie ICS.

Le 22 mars 1991, La Poste, Air Inter, Air France et TAT créent la Société d'exploitation aéropostale (SEA), initialement nommée Intercargo Service - ICS (propriété d'Air Inter et Europe Aéro Service qui réalise le 17 février 1987 à 23 h 30, le premier courrier de la nouvelle compagnie entre Orly et Montpellier vol ICS.1001), descendante de la célèbre Aéropostale.
Les appareils de la compagnie (Boeing 737 Quick Change ou QC) transportent des passagers le jour sous numéro de vol Air France, Air Inter, Air Charter ou, à de rares occasions, Corsair. De nuit, les sièges sont ôtés et les avions en version cargo sont exploités par La Poste, Chronopost ou Le Figaro.
En 1995, TAT cède ses parts, l'actionnariat est désormais : 50 % Air France et 50 % La Poste (Sofipost 40 % et Chronopost 10 %).
En 1998, l'AFAQ (Association française pour l'assurance de la qualité) décerne à l’Aéropostale la norme de qualité ISO 9002 pour l'ensemble de ses activités.
En 1999, la compagnie acquiert six avions cargos : trois Airbus A300 et trois ATR 72.
En 2000, Air France et La Poste effectue un démembrement de l'Aéropostale. Air France conserve trois Airbus et cinq Boeing 737 dont trois sont affectés à l'acheminement du quotidien Le Figaro imprimé à quelques mètres de sa base opérationnelle de Roissy, conserve la célèbre marque « Aéropostale » et les quelque 160 pilotes de la flotte qui faisaient l'objet d'un détachement. La Poste conserve treize Boeing 737 et quatre ATR ainsi que l'exploitation et le personnel au sol. Elle va alors créer sa propre compagnie aérienne de transport de courriers.

Logo de la compagnie aérienne Europe Airpost en 2003.

### Europe Airpost
En 2001, La Poste donne naissance à sa nouvelle compagnie aérienne, filiale de groupe La Poste, Europe Airpost (code IATA : 5O ; code OACI : FPO ; Callsign : French Post).

Logo du voyagiste brestois Flywest.

En 2004 et 2005, au départ des aéroports de Brest et de Toulon, Europe Airpost s'essaie sur des lignes régulières avec la compagnie française Flywest, entre ces deux villes en premier lieu et vers l'aéroport de Paris-Roissy ensuite au départ de Brest et Toulon, puis au départ de Brest vers Cork, Chambery ou Ajaccio, ce qui fait Europe Airpost la partenaire de la première compagnie low-cost française. Courant 2005, Europe Airpost préférait retirer son partenariat avec Flywest et se concentrer sur son cœur de métier, les vols charters et cargos.
Mais fin 2007, elle est cédée à la compagnie aérienne irlandaise Air Contractors, du groupe ASL Aviation. Ce groupe est une filiale du groupe maritime CMB et de 3P Air Freighters, société de Crédit-bail du groupe financier Petercam,. La Poste reste actionnaire de la compagnie à hauteur de 3 %. Europe Airpost dispose de 17 avions. Elle est basée à Roissy.
La flotte en 2009 est alors de :

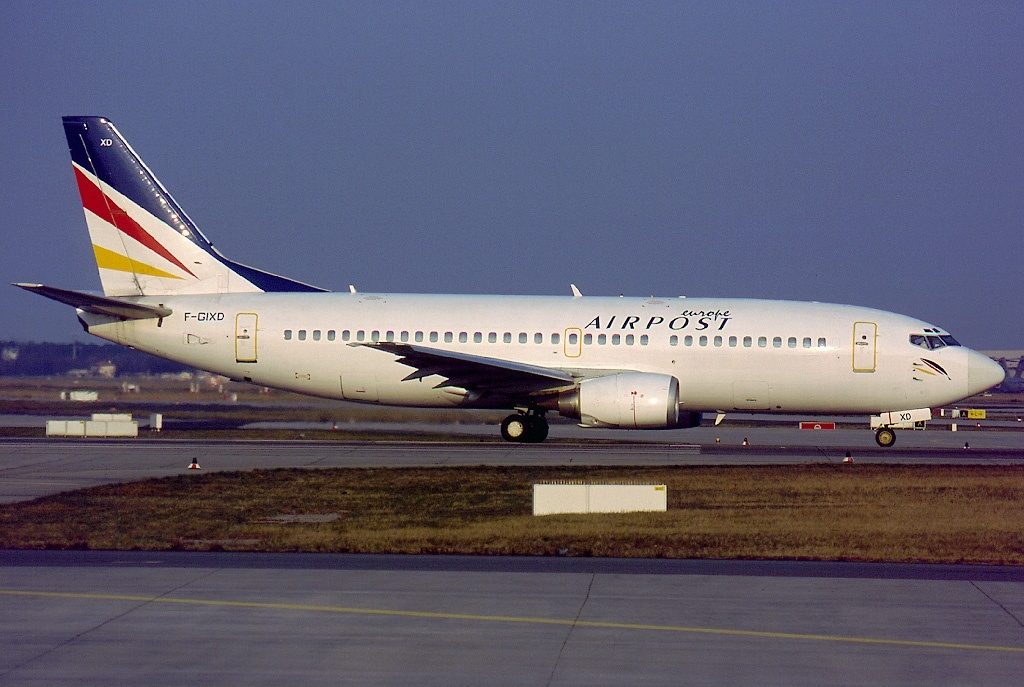
Boeing 737 d'Europe Airpost en livrée blanche à Frankfurt (2003).

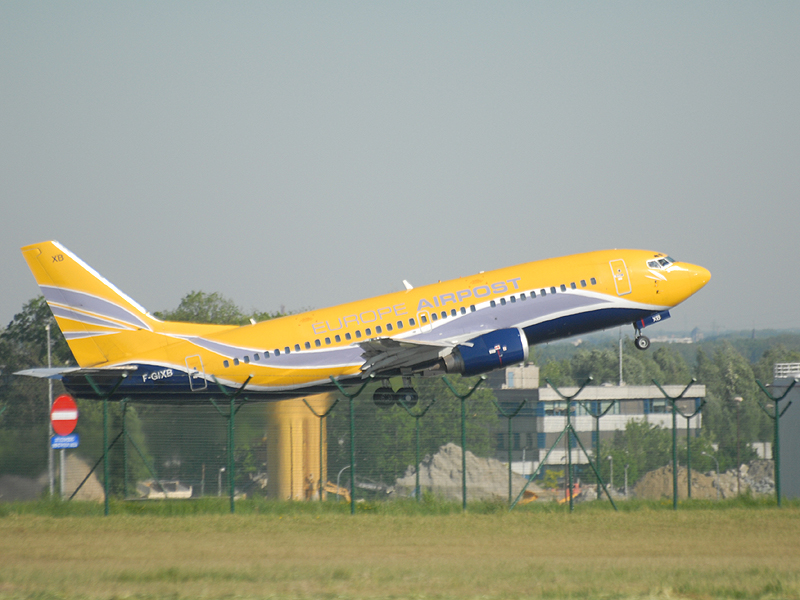
Boeing 737-300 d'Europe Airpost en livrée jaune à Bruxelles (2007).

Logo de la compagnie aérienne Europe Airpost.

- 5 Boeing 737-300 (3 QC et 2 tout cargo) ;
- 4 Boeing 737-400 tout cargo ;
- 6 Boeing 737-700 passagers ;
- 2 Boeing 737-800 passagers.

Le réseau cargo couvre :
- en France (vols réguliers pour le compte de La Poste, Chronopost ou Ciblex) : Paris-CDG, Brest, Rennes, Lyon-Saint-Exupéry, Bordeaux, Toulouse, Marseille, Nice, Ajaccio et Bastia ;
- en Europe pour DHL ;
- en Tunisie : Tunis (vol régulier opéré en propre).

Le fret transporté est de 63 000 tonnes en 2009.
Le réseau passager concerne des vols vers toute l'Europe, le bassin méditerranéen et l'Afrique qu'ASL Airlines assure pour le compte de voyagistes ou affréteurs (Promovacances, Jet tours, Aeroviaggi, Marmara, Avico, Chapman Freeborn, etc.). En 2009 ASL a transporté 750 000 passagers.
Les employés sont d'environ 680 personnes (300 au sol et 380 navigants pour la période estivale 2010)
Les heures de vol réalisées sont de 13 100 pour le fret et 18 745 pour le transport de passagers.
Le chiffre d'affaires monte à 231 millions d'euros en 2009 pour un résultat net de 6 millions d'euros.
Europe Airpost a disposé du label Horizon depuis le 28 février 2007 jusqu'à la disparition de celui-ci en août 2010. La compagnie est également certifiée ISO 9001:2008.
En mars 2010, la compagnie intègre deux Boeing 737-700 et semble ainsi vouloir se concentrer sur le secteur du passagers, notamment avec la fin du contrat fret avec La Poste prévu pour 2016. Elle devient alors la première compagnie française à posséder ce type d'appareils.
Le jeudi 24 juin 2010, la compagnie ramène à l'aéroport du Bourget depuis l'Afrique du Sud, l'équipe de France de football éliminée prématurément de la Coupe du monde de football.
Europe Airpost est en 2010 la deuxième compagnie aérienne française après Air France.
En juin 2011, Europe Airpost annonce qu'elle quitte la Chambre syndicale du transport aérien (CSTA), et donc la Fédération nationale de l’aviation marchande (Fnam). Aux côtés d'Aigle Azur et d'XL Airways France, elle rejoint le Syndicat des compagnies aériennes autonomes (Scara). Dès lors, Europe Airpost, avec Air Méditerranée (également membre du Scara) et XL Airways France, publient en commun quelques communiqués de presse successifs dénonçant selon elles la concurrence déloyale que leur livre le groupe Air France-KLM via sa filiale Transavia,.
En novembre 2013, Europe Airpost annonce l'ouverture de ses premiers vols réguliers entre Brest, Rennes et Grenoble ainsi qu'entre Brest, Brive et Porto et entre Paris CDG et Halifax via Glasgow. Le vol vers Halifax est l'objet d'un premier partenariat avec la compagnie française Air Saint-Pierre, permettant aux ressortissants de l'archipel français d'Amérique du Nord, Saint-Pierre-et-Miquelon, de rejoindre la France métropolitaine plus rapidement,.
La compagnie assure aussi des vols réguliers entre Paris CDG et Bruxelles pour le compte de Brussels Airlines.
Le 23 août 2014, un B737 de la compagnie, en vol entre Split et Nantes avec 147 passagers, atterrit en urgence à Venise à la suite d'une panne du moteur gauche. Aucun blessé n'est à déplorer.

### Sous le nom ASL Airlines
En juin 2015, ASL Aviation Group, propriétaire d'Europe Airpost avec la participation d'Air France, a décidé de rassembler ses différentes compagnies. Europe Airpost devient donc ASL Airlines France, tout comme Farnair Switzerland (ASL Airlines Switzerland), Air Contractors (ASL Airlines Ireland), Farnair Hungary (ASL Airlines Hungary). Les avions d'Europe Airpost, tout comme ceux des quatre autres compagnies concernées, auront une nouvelle livrée, unique au groupe. Le but de ce regroupement est d'obtenir une image de marque plus forte et une unité au sein du groupe.
En mai 2017, elle annonce le lancement d'une nouvelle ligne Paris CDG - Alger qui est opérationnelle à partir du 23 juin 2017 en Boeing 737-700 pouvant accueillir 147 passagers. Les départs sont programmés lundi, mardi, mercredi et jeudi à 13h40 (arrivée à 15h00) plus jeudi à 20h20 (arrivée à 21h40) les vols retour quittent la capitale algérienne lundi, mardi, mercredi et jeudi à 16h00 (arrivée à 19h20) plus jeudi à 22h40 (arrivée vendredi à 2h00). Une sixième rotation hebdomadaire sera ajoutée le 1er septembre le vendredi.
En mai 2017, elle annonce le lancement d'une nouvelle ligne Paris CDG - Chlef deux fois par semaine. Un 737-700 décollera mardi et jeudi à 18h30 pour arriver à 20h00, et repartira à 21h00 pour se poser le lendemain à 0h30.

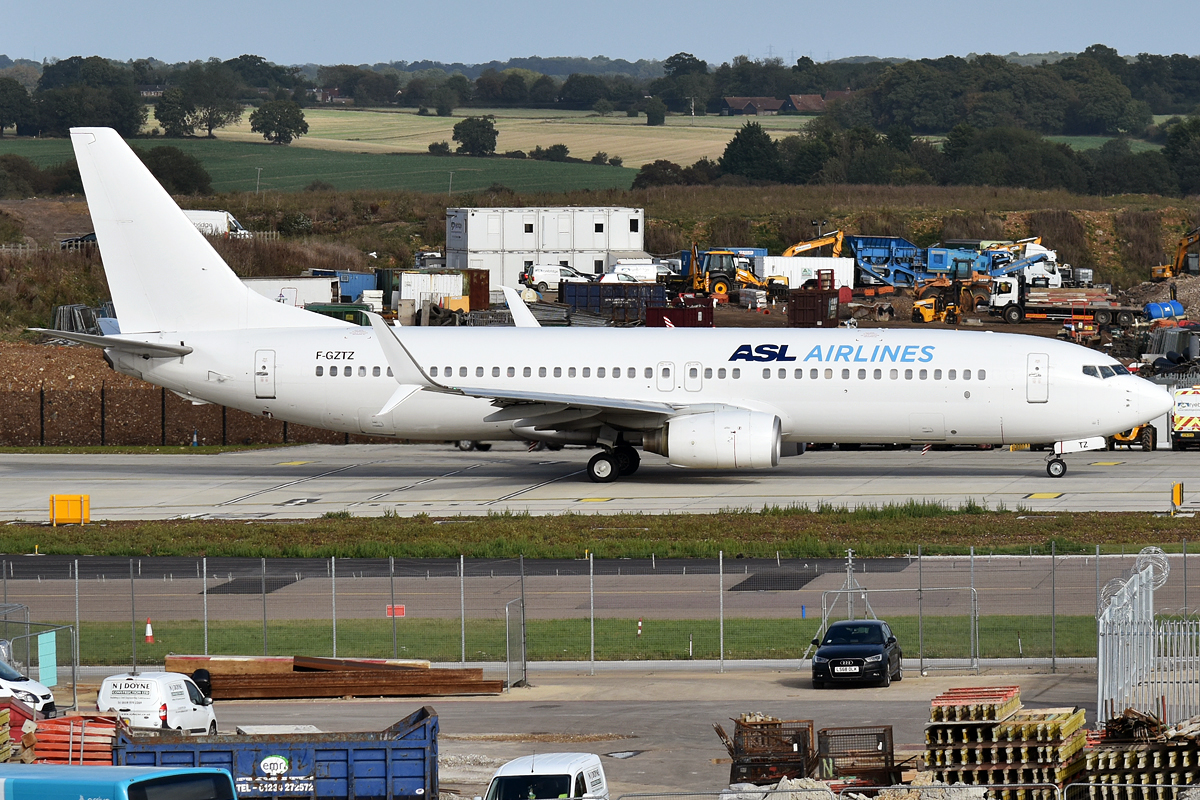
Boeing 737-8K5 d'ASL Airlines France, immatriculé F-GZTZ.

En décembre 2017, le dossier ardemment défendu par la Ministre des Outre-mer Annick Girardin (originaire de Saint-Pierre et Miquelon) de liaison directe, subventionnée entre Paris et Saint-Pierre-et-Miquelon aboutit à un contrat de Délégation de service public avec la compagnie locale Air Saint-Pierre. ASL Airlines sera la seule compagnie à répondre à l'appel d'offres d'Air Saint-Pierre pour les premières liaisons expérimentales de l'été 2018. Les 8 vols seront opérés tous les lundis en Boeing 737-700 au départ de l'aéroport CDG, terminal 3, avec un retour le mardi de l'aéroport de Saint-Pierre Pointe-Blanche limité à 100 passagers pour satisfaire à la contrainte de la longueur de la piste. L'opération est renouvelée à l'été 2019 avec une augmentation à 12 vols, puis en 2020, 2021, 2022 et 2023.
En 2019, ASL Airlines France acquiert 2 Boeing 737-800, dont 1 basé à Cardiff, au Royaume-Uni.
En 2021, ASL Airlines France sous-traite la maintenance de ses Boeing 737-700 et 737-800 à Air Algérie, signant une coopération technique des équipes techniques entre Air Algérie et ASL France.
En 2024, ASL Airlines France a transporté 769 777 passagers et 74 987 tonnes de fret . Elle possède 18 avions et 372 personnels travaillent pour la compagnie.

### Flotte

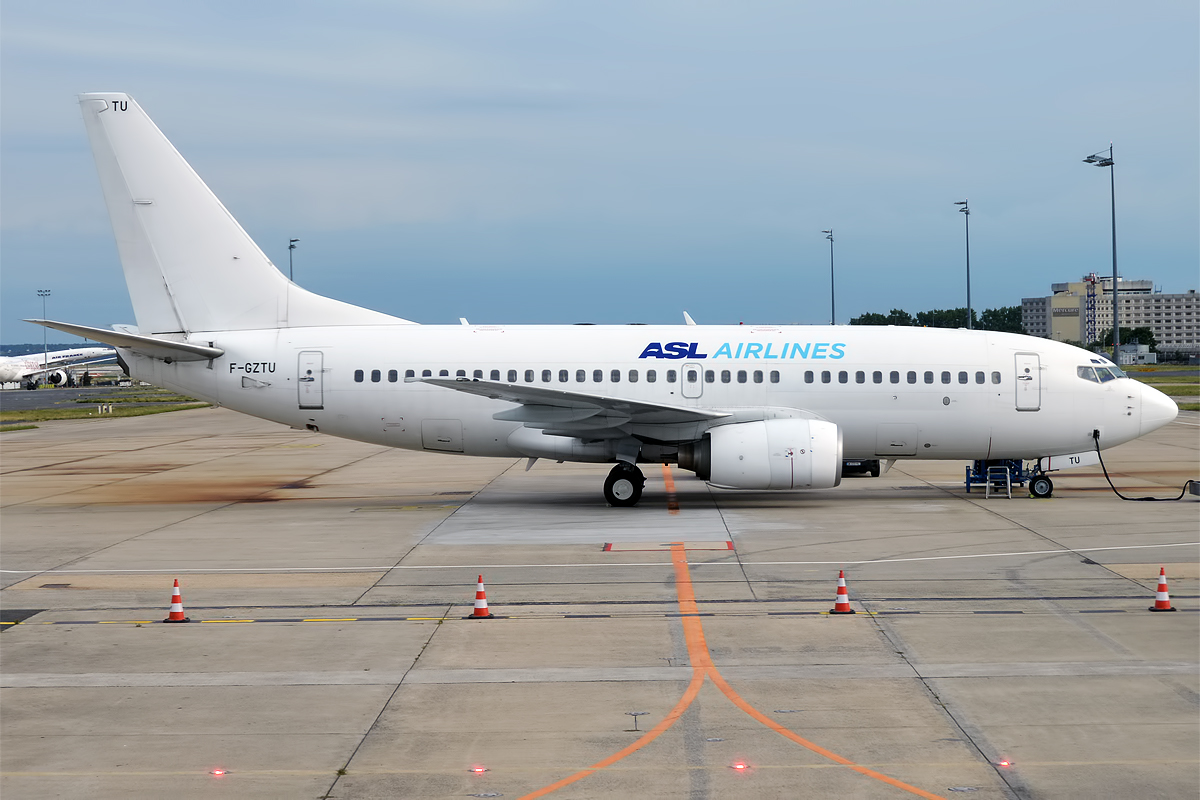
Boeing 737-73V d'ASL Airlines France, immatriculé F-GZTU.

Au mois de 2025, la flotte est composée de 18 appareils :

## Liaisons régulières en 2024
ASL Airlines assure six liaisons régulières nationales (de une à trois fois par semaine) en saison estivale pour des vols nationaux (dont un entre la métropole et l'outre-mer depuis 2018 entre Paris et Saint-Pierre-et-Miquelon) et une quinzaine de liaisons internationales, dont des destinations en Algérie (Alger, Oran, Constantine, Sétif, Tlemcen, Annaba et Béjaïa), une au Maroc (Oujda). En revanche, la compagnie n'a pas encore repris ses liaisons vers la Tunisie (Tunis et Djerba) et Israël (Tel Aviv), depuis la crise du Covid-19. Néanmoins, ASL Airlines France effectue de nombreuses destinations au travers de contrats divers ACMI, dans le monde entier, notamment avec Air France, où 2 avions y sont 100% consacrés. 

### Vols nationaux
- Paris CDG - Saint-Pierre (fin juin- mi septembre)[28]

### Vols internationaux
- Paris CDG - Alger
- Paris CDG - Annaba
- Paris CDG - Bejaia
- Paris CDG - Oujda (saisonnier)
- Lille - Alger
- Lille - Oran
- Lille - Tlemcen (Saisonnier)
- Lille - Sétif (Saisonnier)
- Lyon - Alger
- Mulhouse-Bâle - Alger (saisonnier)
- Mulhouse-Bâle - Constantine (Saisonnier)
- Perpignan - Oran
- Strasbourg - Oujda (saisonnier)
- Clermont-Ferrand - Alger (saisonnier)

#### Vols pour Air France
- CDG - Marrakech
- CDG - Budapest
- CDG - Lyon
- CDG - Lisbonne
- CDG - Mykonos
- CDG - Casablanca

#### Vols Cargo
- Toutes les destinations FEDEX opérées en 737 au départ de Paris CDG.
- Paris CDG - Marseille - Corse (Pour La Poste).